# Unterseeboot UB-61
Pour les autres navires du même nom, voir Unterseeboot 61.
L'Unterseeboot UB-61 est un sous-marin (U-Boot) allemand de type UB III utilisé par la Kaiserliche Marine pendant la Première Guerre mondiale. Il est mis en service dans la marine impériale allemande le 23 juin 1917.
Le sous-marin a effectué trois patrouilles pendant la guerre, et a coulé deux navires pour une perte totale de 12 920 tonneaux de jauge brute (TJB).
L'UB-61 a touché une mine le 29 novembre 1917 à 53° 20′ N, 4° 56′ E et a coulé avec tout son équipage.

## Conception
Comme tous les sous-marins de type UB III, l'UB-61 avait un déplacement de 508 tonnes en surface et de 639 tonnes en immersion. Ses moteurs lui permettaient de naviguer à 13,3 nœuds (24,6 km/h) en surface et à 8 nœuds (15 km/h) en immersion. Il avait une autonomie de 8420 milles marins (15590 km) à sa vitesse de croisière. L'UB-61 transportait 10 torpilles et était armé d’un canon de pont de 8,8 cm. L'UB-61 avait un équipage pouvant compter jusqu’à 3 officiers et 31 hommes. 

## Carrière
L'UB-61 a été commandé par le GIN le 20 mai 1916. Il a été construit par AG Vulcan à Hambourg et, après un peu moins d’un an de construction, il a été lancé à Hambourg le 28 avril 1917. L'UB-61 a été mis en service plus tard la même année.

## Affectations
- IIe flottille : du 6 août 1916 au 10 septembre 1917
- V Flottille : du 10 septembre au 29 novembre 1917

## Commandants
- Oberleutnant zur See Theodor Schultz : du 23 juin au 29 novembre 1917[4]

## Navires coulés
| Date         | Nom      | Nationalité    | Tonnage | Destin. |
| ------------ | -------- | -------------- | ------- | ------- |
| 25 août 1917 | Sycamore | United Kingdom | 6550    | Coulé   |
| 26 août 1917 | Assyria  | United Kingdom | 6370    | Coulé   |